# Phrixothrix clypeatus
Phrixothrix clypeatus är en skalbaggsart som beskrevs av Wittmer 1993. Phrixothrix clypeatus ingår i släktet Phrixothrix och familjen Phengodidae. Inga underarter finns listade i Catalogue of Life.